# ساناواد
ساناواد (به انگلیسی: Sanawad) یک منطقهٔ مسکونی در هند است که در بخش خارگونه واقع شده‌است.